# Petromus typicus
La rata damán o rata roquera africana (Petromus typicus) es una especie de roedor histricomorfo de la familia Petromuridae. Es la única especie de su familia y género.

## Descripción
Es casi del tamaño de una rata común (Rattus rattus), aunque su aspecto general recuerda al de una ardilla, principalmente cuando se la ve desde arriba. Su pelaje es de color marrón o marrón grisáceo y las partes inferiores van del blanco al marrón amarillento, es además muy suave y sedoso, pero como carece de borra los pelos salen separadamente y parecen ligeramente alambres. Tiene la cabeza aplanada y con orejas pequeñas. La cola es larga y quebradiza, tanto que una gran parte de los ejemplares vivos pierden una parte o la totalidad de la cola.
Tiene una longitud cabeza-cuerpo de 140 a 200 mm, más de 130 a 80 mm de la cola y su peso oscila entre los 100 y 300 gramos. Presenta numerosas adaptaciones morfológicas a su hábitat rocoso. Su cráneo es muy aplanado y tiene costillas flexibles que le facilitan el introducirse en las grietas entre rocas, así como mamas situadas lateralmente, lo cual permite a las hembras amamantar a las crías mientras se ocultan en las grietas. Las plantas de los pies están cubiertos con almohadillas de piel que le facilitan desplazarse por las rocas.
Su fórmula dental es: (1/1, 0/0, 1/1, 3/3) x 2 = 20.

## Distribución y hábitat
Es propia del África austral, donde está confinada en regiones áridas y semiáridas del sur de Angola, Namibia y oeste de Sudáfrica. Se encuentra principalmente en zonas rocosas, como afloramientos rocosos aislados.

## Comportamiento
Es un roedor de hábitos principalmente diurnos. Sale de su cobijo por la mañana temprano y por la tarde. Durante las horas más calurosas del día suele quedarse tomando el sol cerca de sus refugios. Vive en parejas o en familias. Se mueve ágilmente, incluso saltando entre las rocas. Cuando se alarma se resguarda y suele realizar un agudo silbido a modo de advertencia.
Su alimentación se compone de una gran variedad de materia vegetal, principalmente de hojas y flores, y en menor medida de frutos y semillas. Puede subir a los árboles para arrancar hojas y llevarlas a las rocas, donde se alimenta de ellas.
Las ratas damán son polígamas. La época de cría, aunque suele variar, tiene lugar principalmente en primavera y otoño. El período de gestación es de unos de tres meses, siendo la camada pequeña, habitualmente de dos crías y de un máximo de tres, las cuales nacen bien provistas de pelo.

## Subespecies
Se reconocen las siguientes subespecies:
- Petromus typicus typicus
- Petromus typicus ausensis
- Petromus typicus barbiensis
- Petromus typicus cinnamomeus
- Petromus typicus coetzeei
- Petromus typicus cunealis
- Petromus typicus greeni
- Petromus typicus guinasensis
- Petromus typicus karasensis
- Petromus typicus kobosensis
- Petromus typicus majoriae
- Petromus typicus namaquensis
- Petromus typicus pallidior
- Petromus typicus tropicalis
- Petromus typicus windhoekensis